# Гюнейхырман
Гюнейхырман (азерб. Güneyxırman), до 1992 года — Гюнейкалер или Гюнейгалер (азерб. Qüneyqaler) — село в Ходжавендском районе Азербайджана, является центром Гюнейхырманского сельского административно-территориального округа.

## География
Село Гюнейхырман является центром Гюнейхырманского сельского административно-территориального округа Ходжавендского района, при этом в состав этого сельского административно-территориального округа входят также и сёла Гюнейчартар, Гузейчартар, Гузейхырман. Расположено на высоте 579 м.

## История
В советский период село называлось Гюнейкалер или Гюнейгалер и являлось центром Гюнейгалерского сельсвета Мартунинского района Нагорно-Карабахской автономной области (НКАО) Азербайджанской ССР. В состав Гюнейгалерского сельсовета помимо самого села Гюнейгалер входили также и сёла Гузейгалер (ныне Гузейхырман), Гюнейчартар и Гузейчартар.
2 сентября 1991 года на совместной сессии Нагорно-Карабахского областного и Шаумяновского районного Советов народных депутатов была принята Декларация о провозглашении Нагорно-Карабахской Республики в границах Нагорно-Карабахской автономной области (НКАО) и сопредельного Шаумяновского района Азербайджанской ССР.
26 ноября 1991 года Верховный Совет Азербайджанский Республики принял Закон "Об упразднении Нагорно-Карабахской автономной области Азербайджанской Республики". В этом Законе помимо упразднения Нагорно-Карабахской Автономной Области (НКАО), было постановлено в том числе также и переименование Мартунинского района в Ходжаведский. Решением Милли Меджлиса Азербайджанской Республики от 29 декабря 1992 года № 428 село Гюнейгалер Ходжавендского района было названо селом Гюнейхырман, а село Гузейгалер Ходжавендского района было названо селом Гузейхырман. В настоящее время это село Гюнейхырман и является центром Гюнейхырманского сельского административно-территориального округа Ходжавендского района Азербайджана. В состав же Гюнейхырманского сельского административно-территориального округа помимо самого села Гюнейхырман входят также и сёла Гузейхырман, Гюнейчартар и Гузейчартар.
В результате Карабахского конфликта, село в начале 1990-х годов попало под контроль непризнанной Нагорно-Карабахской Республики (НКР). Согласно административно-территориальному делению непризнанной республики село располагалось на территории Мартунинского района НКР.
Согласно Трёхстороннему Заявлению в ночь с 9 по 10 ноября 2020 года, подписанному по итогам Второй карабахской войны, село перешло под контроль Российских миротворческих сил.
В результате боевых действий в сентябре 2023 года Азербайджан восстановил свой контроль над селом.

## Население
По состоянию на 1 января 1933 года в селе проживало 1455 человек (303 хозяйства), все — армяне.